# Silent Hunter 4: The U-Boat Missions
Silent Hunter 4: The U-Boat Missions è un videogioco, espansione per il simulatore di sottomarini Silent Hunter 4: Wolves of the Pacific sviluppato da Ubisoft Romania e pubblicato da Ubisoft nel 2008. Il gioco permette al giocatore di prendere il comando di un U-Boot della tedesca Kriegsmarine durante la seconda guerra mondiale nello scenario del guerra del Pacifico principalmente nell'oceano Indiano. Il gioco offre al giocatore una varietà di modalità di gioco, incluso trasporto, pattugliamento, assistenza alle battaglie/ingaggi e scontri armati.

## Modalità di gioco
Con l'arrivo della campagna tedesca con U-Boat Missions, il giocatore può controllare diverse altre risorse strategiche oltre che il suo solito sottomarino. Queste risorse possono essere usate per il raggiungimento dell'obiettivo dell'affondamento di un convoglio nemico o nel localizzare i sottomarini e le navi avversarie – per esempio gli aerei da ricognizione – o per attaccare direttamente gli avversari. Questi aiuti tattici e strategici sono disponibili solo per la nuova campagna tedesca di U-Boat Missions.
Le nuove unità che non erano presenti in Silent Hunter 4 sono:
- Aereo da sorveglianza (da basi a terra)
- Incrociatore ausiliario tedesco
- Incrociatore pesante tedesco
- Portaerei giapponese
- Incrociatore giapponese
- Taskforce giapponese

Lo sblocco di queste unità ausiliarie è  basato sul grado del giocatore, e il grado è basato sul numero di pattuglie e vittorie che ha guadagnato.
A differenza di Silent Hunter III, che permetteva di sentire le autentiche voci tedesche degli ufficiali e dell'equipaggio per aumentare l'atmosfera del gioco, U-Boat Missions ritorna alle voci in inglese dell'equipaggio del gioco principale.